# Марков, Даниил Евгеньевич
Дании́л Евге́ньевич Ма́рков (род. 30 июля 1976, Москва) — российский хоккеист, тренер. Тренер «Спартака» (с октября 2016). Воспитанник московского «Спартака». Заслуженный мастер спорта России (2002). Чемпион мира 2008 года, бронзовый призёр Зимних олимпийских игр 2002 года.

## Карьера

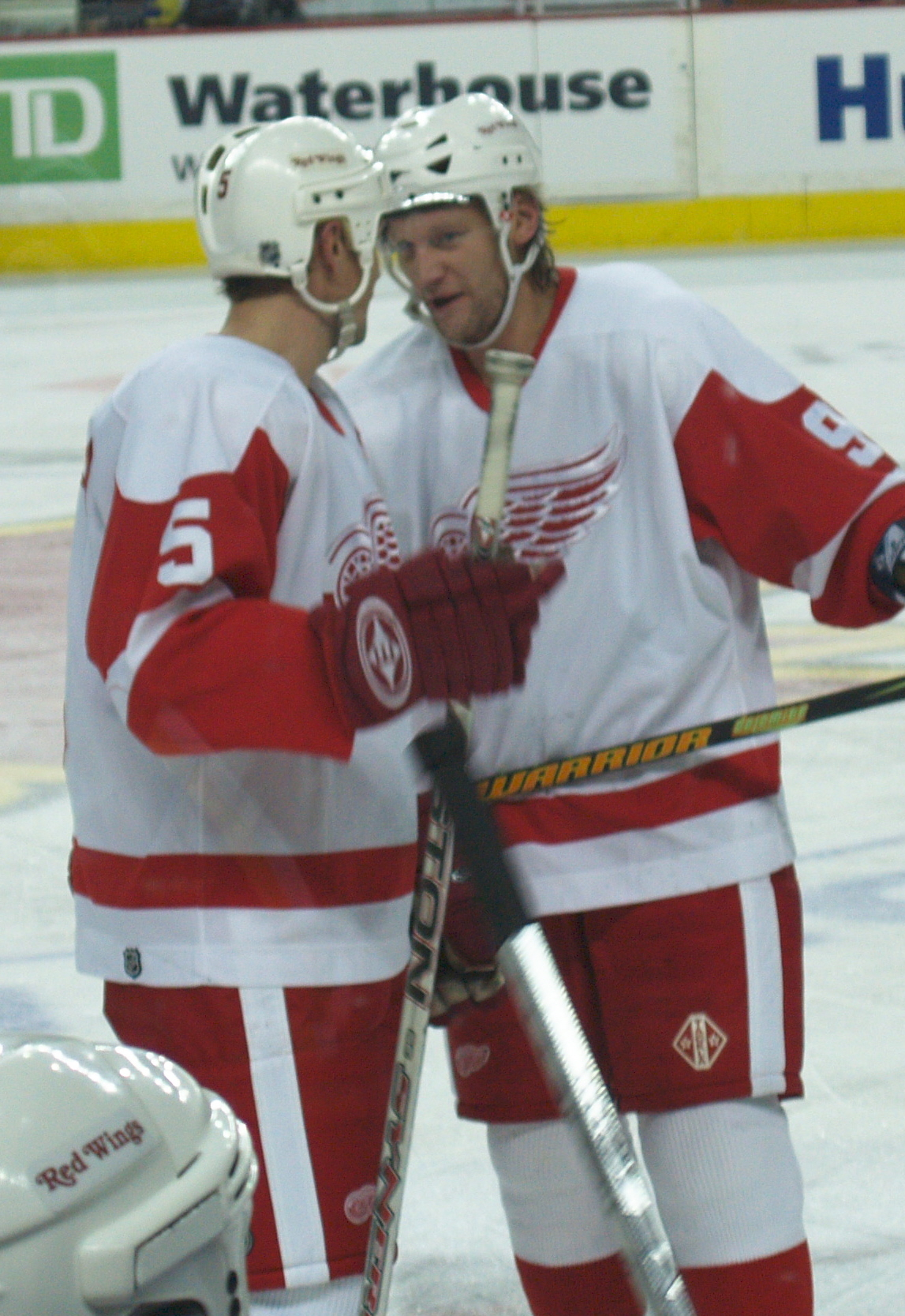
Марков (справа) с Никласом Лидстрёмом в составе «Детройта»

Начал профессиональную карьеру в 1993 году в составе московского «Спартака». В 1995 году на драфте НХЛ был выбран в 9 раунде под общим 223 номером клубом «Торонто Мейпл Лифс». В 1997 году отправился в Северную Америку, дебютировав в составе «Торонто» в сезоне 1997/98. Проведя 4 сезона в Канаде, Марков был обменян в «Финикс Койотис». Перед началом сезона 2003/04 стал игроком клуба «Каролина Харрикейнз» однако, в середине года был обменян в «Филадельфию» на Джастина Уильямса.
Когда стало известно о локауте, Марков принял решение о выступлении во втором дивизионе российского чемпионата в составе чеховского «Витязя», которому он помог выйти в Суперлигу. Во время подготовки к следующему сезону стало ясно, что «Флайерз» нужно разгружать платёжную ведомость, результатом чего стал обмен Маркова в «Нэшвилл». Последним в НХЛ стал сезон 2006/07, когда Марков выступал за «Детройт Ред Уингз».
26 октября 2007 года Марков вернулся в Россию, подписав контракт с московским «Динамо». Весной 2010 года был отзаявлен по причине инцидента, имевшего место вечером 1 апреля. Тогда между Марковым и остановившими его работниками ГИБДД произошёл конфликт, в результате которого игрок был задержан. По итогам расследования стало ясно, что хоккеист был пьян и пытался сбежать от преследовавших его милиционеров. 27 июля 2010 года Марков вновь вернулся в «Витязь», где стал капитаном команды.
30 января 2011 года подписал контракт до конца сезона со СКА, в котором провёл 14 матчей и набрал 7 (1+6) очков. Перед началом сезона 2011/12 снова стал игроком «Витязя», однако из-за травмы провёл только 27 матчей, а 15 января 2012 года вновь покинул клуб и заключил соглашение с магнитогорским «Металлургом». Закачивал сезон в составе ЦСКА, в составе которого провёл 4 матча в регулярном чемпионате и 9 матчей в плей-офф, в которых отметился лишь одной результативной передачей. В сентябре 2013 года подписал контракт с ЦСКА. 13 ноября 2013 года контракт был расторгнут. В сезоне 2013/14 37-летний защитник провел матчей, набрав в них 2 (1+1) очка при показателе полезности «-4».
С октября 2016 года вошёл в тренерский штаб московского «Спартака».

## Достижения
- Бронзовый призёр Олимпийских игр 2002.
- Чемпион мира 2008.
- Обладатель Кубка Шпенглера 2008.

## Награды
- Заслуженный мастер спорта России (2002)
- Благодарность Президента Российской Федерации (30 июня 2009 года) — за большой вклад в победу национальной сборной команды России по хоккею на чемпионатах мира в 2008 и 2009 годах[15]

## Статистика
| Легенда | Легенда                    | Легенда | Легенда                   | Легенда | Легенда    |
| ------- | -------------------------- | ------- | ------------------------- | ------- | ---------- |
| И       | Количество проведённых игр | Штр     | Штрафное время            | +/−     | Плюс-минус |
| Г       | Голы                       | П       | Голевые передачи          | О       | Очки       |
| -       | Статистика неизвестна      | —       | Статистика не учитывалась |         |            |